# Warning (álbum de Green Day)
Warning (estilizado WARNING:) es el sexto álbum de estudio de la banda de rock estadounidense Green Day, lanzado el 3 de octubre de 2000 por Reprise Records. Basándose en su predecesor, Nimrod (1997), el álbum se abstuvo del sonido punk rock de la banda e incorporó elementos acústicos y estilos pop y folk. En relación con las letras, el álbum contiene temas más optimistas e inspiradores en comparación con lanzamientos anteriores de la banda. Warning fue también el primer álbum de Green Day desde Kerplunk (1991) que no fue producido por Rob Cavallo, aunque sí participó en la producción y fue acreditado como productor ejecutivo.
A pesar de las reacciones variadas en cuanto al cambio estilístico de la banda, las reseñas hacia el álbum fueron mayormente positivas por parte de los críticos de música, quienes elogiaron la composición del vocalista/guitarrista Billie Joe Armstrong. A pesar de que alcanzó el puesto número cuatro en el Billboard 200, Warning representó —hasta ese entonces— la caída comercial más grande en la carrera de Green Day, siendo el primer álbum de la banda desde que firmaron con un sello discográfico importante en no lograr un estatus de ventas multiplatino. Sin embargo, la filtración del álbum en Napster tres semanas antes de su lanzamiento puede haber sido un factor que contribuyó a sus bajas ventas. El álbum fue certificado disco de oro por la Recording Industry Association of America y, para diciembre de 2012, había vendido 1,2 millones de copias. Warning fue reeditado en vinilo el 14 de julio de 2009.

## Antecedentes
Después de hacer una pausa durante la gira promocional del cuarto álbum de la banda, Insomniac (1995), Green Day el más experimental Nimrod (1997). El álbum, que se aventuraba en una mayor variedad de géneros, incluyendo folk, ska, surf rock, contenía también una canción acústica «Good Riddance (Time of Your Life)». El cantante y guitarrista Billie Joe Armstrong recordó que el cambio estilístico de esa canción con respecto a los trabajos anteriores del grupo le produjo ansiedad antes de su lanzamiento: «Le tenía miedo al lanzamiento de esa canción... porque era una canción muy vulnerable de lanzar, ¿hacia donde terminaría yendo? Fue muy emocionante y de cierta forma despertó en nosotros un desarrollo como compositores».
La banda se embarcó en la gira de Nimrod, la cual en gran parte tuvo presentaciones más intimas, tocando frente a audiencias de entre mil quinientas y tres mil personas. Hacia el final de la gira, el grupo había notado que su público había evolucionado. 924 Gilman Street —el club punk que anteriormente había prohibido tocar a Green Day después de que firmaran un contrato con una discográfica importante— le dio una fecha de presentación a la banda paralela del bajista Mike Dirnt, The Frustrators. Dirnt describió la experiencia como «un maravilloso cierre». La música punk rock ya no era popular en los medios masivos, mientras que agrupaciones de rap metal como Korn, Limp Bizkit y Kid Rock experimentaban mayor éxito. Según John Lucasey, el dueño de Studio 880, la banda estaba «definitivamente en una encrucijada muy grande».

## Grabación

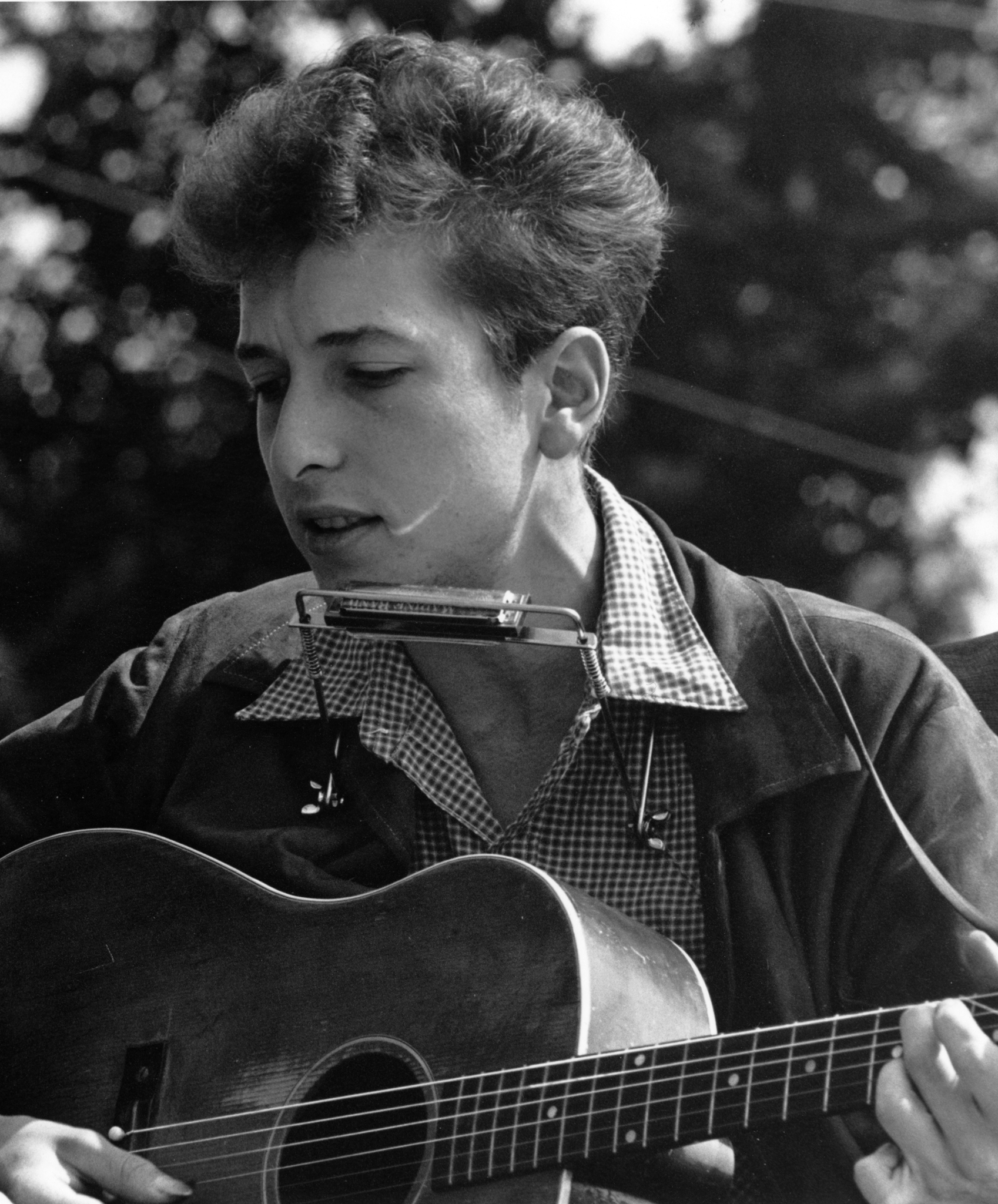
La música de Bob Dylan fue una importante influencia para la banda durante la composición y grabación de Warning

Para Warning, Green Day optó en un principio por trabajar con otro productor en vez de Rob Cavallo, quien se había encargado de la producción de los últimos tres álbumes de la banda. El grupo seleccionó a Scott Litt, quien previamente había trabajado con Nirvana y R.E.M. Sin embargo la banda tuvo desacuerdos con Litt con respecto a la dirección musical del álbum; el vocalista Billie Joe Armstrong recordó: «Simplemente no funcionó. [Litt] estuvo genial, pero para ese proyecto en particular no había la química indicada». Posteriormente, Cavallo fue llamado nuevamente, pero esta vez la banda se encargó de la mayoría de las tareas de producción, mientras que Cavallo actuó como «productor ejecutivo». Durante la escritura del álbum y las primeras sesiones de grabación, Armstrong escuchó repetidamente el disco Bringing It All Back Home (1965) de Bob Dylan, el cual resultó ser importante influencia tanto en la experimentación musical como en la temática social de las letras de Warning.
La banda comenzó a trabajar en el álbum dos años antes de entrar a grabar al estudio el 1 de abril de 2000. Durante ese periodo, los miembros del grupo se reunían cinco días a la semana para escribir nuevas canciones y ensayar las viejas, Tré Cool declaró: «Hemos estado practicando y escribiendo canciones y tocándolas y tocándolas, y escribiendo canciones nuevas y tocándolas y tocándolas... La gente cree que estamos relajados en Hawái, pero estamos en Oakland tocando». El álbum se grabó en Studio 880 en Oakland. Cool hizo énfasis en el ritmo de trabajo en el estudio: «En realidad no estamos corriendo. Estamos trabajando al mismo ritmo, pero es un ritmo bastante rápido para grabar. Somos más rápidos que cualquier otra banda, en general. Eso es lo que me dijeron». Con este álbum, la banda intentó construir una lista de temas sólida donde «cada canción podría ser su propio álbum». El grupo también se aseguró de que cada canción fuese «bien pensada y bien ubicada» dentro de la lista de canciones del álbum.

## Música y letra
Con Warning la banda experimentó con más guitarras acústicas y se esforzó por un sonido «acústico no sensiblero... más agresivo, de percusión». Cool y el bajista Mike Dirnt también hicieron hincapié en ritmos más «profundos». El tema que le da nombre al álbum, una «ráfaga densamente producida de voces superpuestas y guitarras acústicas rasgueadas», emplea un «riff de bajo circular» similar al de «Picture Book» de The Kinks. «Waiting», que ha sido catalogada como un «lamento retro-pop», está basada en el riff de la canción del año 1964 «Downtown» de Petula Clark. Su melodía también ha sido comparada con The Mamas & the Papas y su hook con Kiss. Ken Tucker de la revista Entertainment Weekly opinó que «Misery» es «probablemente la idea de Billie Joe de una operetta pop Brecht-Weill». Dicha canción contiene instrumentación «mariachi brass», como también acordeones y guitarras acústicas. Con cinco minutos de duración, la canción ha sido llamada «una epopeya para los estándares de Green Day». El uso de la armónica en «Hold On» ha sido comparada con «Love Me Do» y «I Should Have Known Better» de The Beatles. «Macy's Day Parade» contiene elementos de folk y pop.
El álbum contiene letras más positivas y estimulantes en comparación con los anteriores trabajos de Green Day. Cool declaró que «tiene el sarcasmo, tiene la arrogancia, pero tiene un poco de luz al final del túnel». Warning también tiene temáticas explícitamente políticas, como por ejemplo en canciones como «Minority». El tema estuvo inspirado por el temor de Armstrong de que el candidato Al Gore perdiera en las elecciones presidenciales de Estados Unidos de 2000 y que «alguien muy conservador» ocupara la presidencia. Armstrong recordó: «Siempre hemos tratado de mantener los pies sobre la tierra y nuestros ojos abiertos hacia lo que está sucediendo... esa es una razón por la cual estaba tomándome mi tiempo para escribir canciones que realmente impactaran. En vez de solamente escribir una reacción excesivamente exabrupta». Según Sal Cinquemani de Slant Magazine la letra de «Minority» sirve como «un recordatorio de la juvenil mentalidad de los primeros trabajos de Green Day». Los versos de «Misery» cuentan varias historias, las cuales terminan todas de manera poco feliz. El primer verso se centra en una chica llamada Virginia, una «lot lizard», un término para referirse a una prostituta que tiene sexo a cambio de dinero con camineros en paradores de carretearas interestatales. «Blood, Sex & Booze» explora la temática del sadomasoquismo.
Según algunas publicaciones, como Los Angeles Times, The Buffalo News, Sun-Sentinel y Music Box Magazine, Green Day se alejó de su sonido punk rock con este álbum. Por otro lado, otras publicaciones etiquetaron el álbum como punk rock. Además, el álbum también ha sido catalogado como pop-punk, power pop, folk punk, pop rock y rock alternativo.

## Lanzamiento

### Resultado comercial
Warning llegó al número cuatro en el Billboard 200, permaneciendo en la lista durante veinticinco semanas y, según Billboard, vendiendo 156 000 copias en su primera semana. El 1 de diciembre de 2000, se transformó en disco de oro de acuerdo con la Recording Industry Association of America (RIAA), tras sobrepasar las 500 000 copias vendidas. En Canadá el álbum alcanzó la posición número dos y se mantuvo en el chart durante cinco semanas. El 1 de agosto de 2001, el álbum se calificó como platino por la Canadian Recording Industry Association después de vender 100 000 unidades. Warning además formó parte de los top diez de varios países fuera de Norteamérica, incluyendo Australia, Italia y el Reino Unido. Posteriormente, el álbum fue certificado como platino por la Australian Recording Industry Association (ARIA), con 70 000 copias vendidas. Hasta diciembre de 2012, Warning había vendido 1,2 millones de copias según Nielsen SoundScan.

### Recepción de la crítica
Warning tuvo una respuesta positiva en general por parte de los críticos musicales. En el sitio web Metacritic, que asigna un puntaje promedio basándose en las reseñas de la crítica especializada, el álbum recibió un promedio de 72 sobre 100 basado en diecinueve reseñas, siendo catalogado como un álbum de «críticas favorables en general». Ken Tucker de Entertainment Weekly percibió una madurez en el contenido lírico del álbum y se refirió a la música como «tan vivaz como cualquier otro trabajo que Green Day haya grabado». Charlotte Robinson de PopMatters elogió las letras de Billie Joe Armstrong y reconoció a la banda por adoptar «la inclinación pop que siempre ha sido parte de su sonido». Escribiendo para The A.V. Club, Stephen Thompson afirmó: «Green Day nunca había hecho un disco tan hábil y maduro musicalmente». La escritora de Los Angeles Times Natalie Nichols escribió que el álbum «los revela sacándose de encima los aspectos transitorios de Nimrod de 1997 para crear una más coherente, menos agresiva, pero aún rebelde colección que también se inspira en el más viejo pop tradicional de Bob Dylan, The Beatles y The Who». Mike Saunders de The Village Voice percibió Warning como el mejor trabajo de la banda y comparó su música con la de Rubber Soul (1965) de The Beatles. También para The Village Voice, el crítico Robert Christgau calificó con un A- al álbum y comentó que es «el tipo de buen disco común y silvestre que es un gran lujo de micromarketing musical y sobreproducción. Cualquiera abierto a su estética disfrutará más de la mitad de sus canciones». Christgau notó «profesionalismo, destreza y crecimiento artístico» más que madurez en las letras de Armstrong y sobre su cambio de dirección musical agregó:

Está abandonando la primera persona. Está adoptando personajes ficticios. Y está creando para sí mismo la opinión de un pensador liberal que «quiere ser la minoría» y advierte en contra de la misma advertencia; una voz que rezonga en vez de quejarse, un buen cambio apropiado a la edad. Crucialmente, su facilidad para las tonadas punk se mantiene intacta; también de manera crucial, estas sirven en tempos moderados e incluso una desprende un aire a Brecht-Weill.

En contraste, Andy Capper de NME tuvo dudas con respecto al «menos eléctrico, más orgánico sonido» de la banda y dijo: «Más viejo. Más maduro. Warning es el sonido de una banda perdiendo el rumbo». Greg Kot de Rolling Stone escribió que Armstrong «no puede reunir el mismo entusiasmo por sus temáticas más maduras» y agregó: «¿Quién quiere escuchar canciones de fe, esperanza y comentarios sociales de la que solía ser la banda punk más vendedora?». Adam Downer de Sputnikmusic calificó al álbum con tres estrellas sobre cinco y comentó que «consiste de nuevos clásicos como "Minority" y "Macy's Day Parade", pero también está lleno de canciones basura». Jesse Berrett de Spin afirmó que «estos movimientos de madurez animan un desdibujado sé tu mismo...  No todo encaja en el paquete estilístico», pero elogió las letras «de buen corazón» de Armstrong. La revista Q calificó al disco con tres sobre cinco estrellas y lo describió como «inmensamente agradable, terriblemente ruidoso y adorable, como también repleto de apropiadas canciones pop». Neal Weiss de Yahoo! Music llamó al álbum un «trabajado pop-rock» y agregó que «algunos podrían desear que Green Day nunca haya decidido crecer de esta forma, pero otros podrían considerarlo un punto de partida para tomar a la banda en serio». El editor de Slant Magazine Sal Cinquemani percibió elementos de folk y «sensibilidades pop», escribiendo que Warning «expone cuan bien Green Day puede construir canciones pop».

### Retrospectiva
En 2009, escribiendo con respecto al mediocre resultado comercial de Warning, James Montgomery de MTV News llamó al álbum «injustamente ignorado» y elogió la «super fuerte» escritura de las letras de Armstrong. En The Rolling Stone Album Guide de 2004, el periodista de la Rolling Stone Michaelangelo Matos calificó al disco con cuatro sobre cinco estrellas y escribió que la banda «se centra totalmente en las texturas que siempre han diferenciado su robusto ritmo y simples melodías». Matos llamó a las canciones «veloces reinterpretaciones cuidadosamente empaquetadas de la historia del pop-rock, desde The Beatles a Creedence Clearwater Revival a los mismos Ramones». El editor de AllMusic,
Stephen Thomas Erlewine, se refirió al disco como «alegre y descarada diversión» y elogió a Green Day por «aceptar su cariño por el pop y hacer el mejor maldito álbum que hayan hecho jamás». Erlewine opinó que la banda muestra «ingenuidad melódica y arreglos creativos» y profundizó sobre su significado musical, diciendo: «Warning podría no ser un disco innovador en sí mismo, pero es tremendamente satisfactorio; muestra a la banda en su cima como compositores y músicos, haciendo todo sin ningún rastro de vergüenza. Es el primer gran álbum de pop puro del nuevo milenio». Dom Passantino de Stylus Magazine lo citó como «el álbum más influyente en el ámbito del pop británico desde 1996 (Spice, por supuesto)», reconociéndolo como una influencia significativa en «las dos bandas más grandes en el Reino Unido en la actualidad, y durante los últimos años, Busted y McFly». Passantino dijo que Warning era «un gran álbum» y observó que Green Day «parecen estar aburridos con su género como medio, pero al mismo tiempo conscientes de que cualquier intento de traspasar los límites acabará con ellos metiendo la pata».

## Promoción e impacto

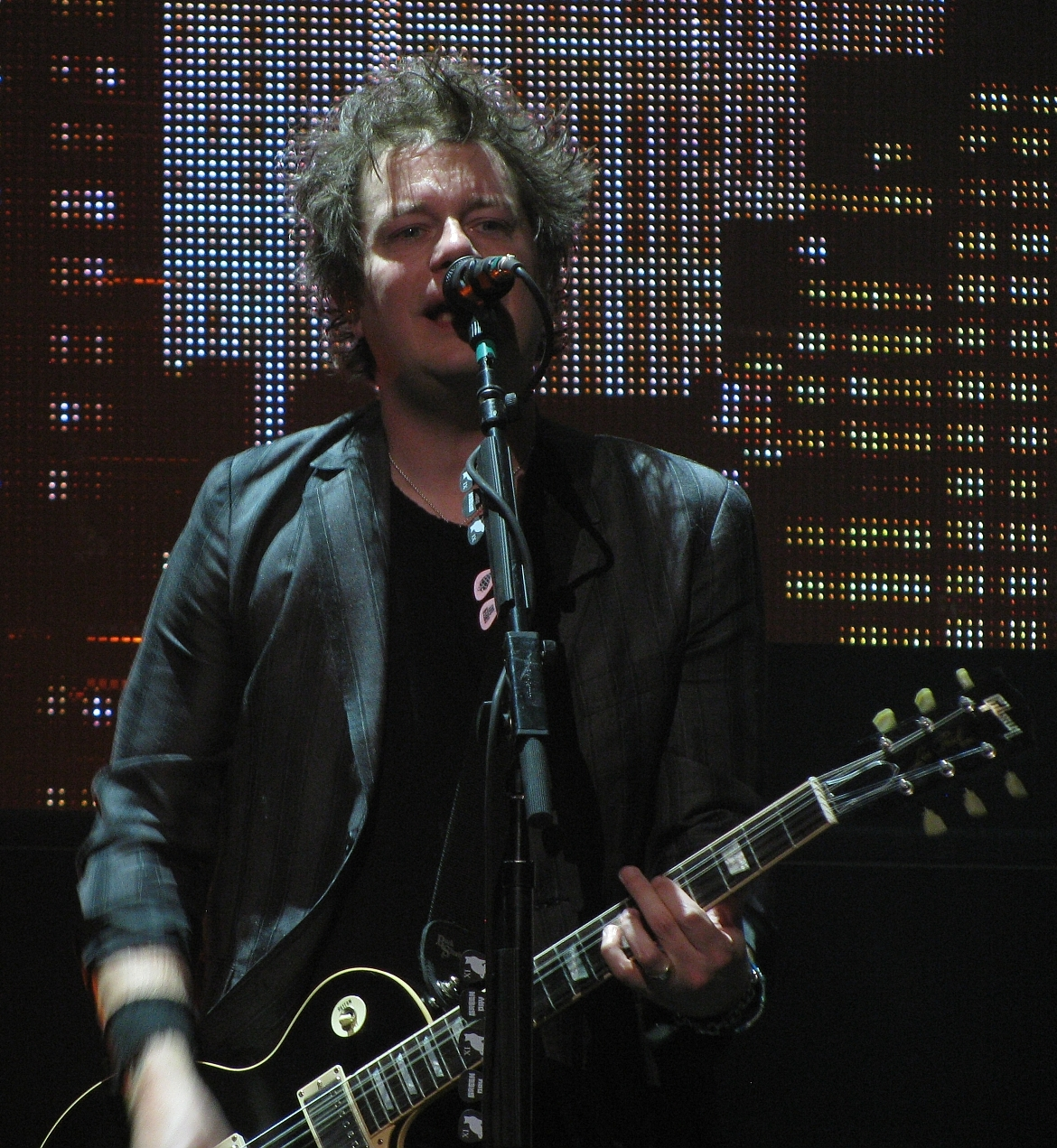
Green Day seleccionó al guitarrista Jason White para presentarse con la banda en vivo en el Warped Tour del año 2000

Mientras Green Day estaba por completar su trabajo en Warning, la banda anunció que iba a estar en el Warped Tour del verano del año 2000, antes del lanzamiento del álbum en octubre. Aunque el grupo ya había sido invitado antes a tocar en el festival, no había podido presentarse debido a conflictos de agenda. Por el cambio de estilo de Green Day con Warning, la banda era considerada un elección no convencional para ese festival. Jason White, guitarrista de Pinhead Gunpowder —proyecto paralelo de Armstrong—, fue seleccionado para presentarse con la banda en vivo para agregar «más poder» al sonido del grupo; White comentó: «Incluso yo pensé: "¿Por qué Green Day está en el Warped Tour?"». Fat Mike de NOFX recordó: «Eran la banda más grande del festival pero no por mucho. Green Day no era super popular en ese momento. Creo que fueron al Warped Tour porque querían volver a ser populares». Con respecto al nuevo disco dijo que Warning era «probablemente su peor álbum, creo. Es lo que sucede, hay altibajos». Sin embargo, Joel Madden de Good Charlotte, cuyo álbum del año 2002 vendió más que Warning, opinó: «Yo era perfectamente consciente de que nuestro disco en ese momento quizá vendía más que el de ellos pero creo que los idolatrábamos tanto que eso no importaba. Pensamos que Warning era uno de sus mejores discos».
En enero de 2001, Colin Merry de la banda de rock inglesa Other Garden demandó a Green Day por infracción de derechos de autor, afirmando que la canción que le da nombre al álbum era una «reelaboración» de una canción de su banda titulada «Never Got the Chance» de 1992. Merry notó que a pesar de la similitud del riff de ambas canciones con «Picture Book» de The Kinks, el parecido entre «Warning» y «Never Got the Chance» era más «notable». Green Day negó las acusaciones y aunque Merry exigió detener todas las regalías de «Warning», la demanda fue posteriormente descartada.
Green Day también encabezó, junto a la banda pop punk californiana Blink-182, el Pop Disaster Tour desde abril hasta junio de 2002. Ambas bandas intercambiaron el orden de presentación a lo largo de la gira, ya que Blink-182 estaba teniendo mejores resultados comerciales en ese entonces, mientras que Green Day había tenido mayor éxito a lo largo del tiempo. Armstrong explicó su deseo de tocar en esa gira: «Realmente queríamos ser parte de un acontecimiento. No dimos cuenta que juntar a las dos bandas pop punk más grandes del planeta definitivamente iba a ser un acontecimiento». En su libro Nobody Likes You: Inside the Turbulent Life, Times and Music of Green Day, el autor Marc Spitz comparó a Blink-182 siendo banda principal en una gira con Green Day con «Frank Sinatra Jr. siendo artista principal por sobre Frank Sinatra».

## Lista de canciones
Todas las canciones fueron escritas por Billie Joe Armstrong, excepto las indicadas; toda la música fue compuesta por Green Day.

| Warning |                                        |          |  |
| N.º     | Título                                 | Duración |  |
| 1.      | «Warning»                              | 3:42     |  |
| 2.      | «Blood, Sex & Booze»                   | 3:33     |  |
| 3.      | «Church on Sunday»                     | 3:18     |  |
| 4.      | «Fashion Victim»                       | 2:48     |  |
| 5.      | «Castaway»                             | 3:52     |  |
| 6.      | «Misery» (letra escrita por Green Day) | 5:05     |  |
| 7.      | «Deadbeat Holiday»                     | 3:35     |  |
| 8.      | «Hold On»                              | 2:56     |  |
| 9.      | «Jackass»                              | 2:43     |  |
| 10.     | «Waiting»                              | 3:13     |  |
| 11.     | «Minority»                             | 2:49     |  |
| 12.     | «Macy's Day Parade»                    | 3:34     |  |
| 41:14   |                                        |          |  |

| Versión del Reino Unido |                       |          |  |
| N.º                     | Título                | Duración |  |
| 13.                     | «86» (Live in Prague) | 3:01     |  |
| 44:15                   |                       |          |  |

| Versión de Japón y Australia |                        |          |  |
| N.º                          | Título                 | Duración |  |
| 13.                          | «Brat» (Live in Japan) | 1:42     |  |
| 14.                          | «86» (Live in Prague)  | 3:01     |  |
| 45:57                        |                        |          |  |

## Personal
Créditos de Warning según las notas del álbum.
| Green Day - Billie Joe Armstrong – voz, guitarra, armónica, mandolina, piano - Mike Dirnt – bajo, coros, Farfisa en «Misery» - Tré Cool – batería, percusión, acordeón Músicos adicionales - Stephen Bradley – trompa - Benmont Tench - coros en «Fashion Victim» - Gary Meek – saxofón - James Creepies – vibraslap - David Campbell – arreglos de cuerda | - Green Day – productores - Rob Cavallo – productor ejecutivo - Cheryl Jenets - coordinación de producción - Jack Joseph Puig – mezcla - Ken Allardyce – ingeniero de audio - Josh «Tone» Weaver y Richard «Rick» Ash – ingenieros adicionales - Kenny Butler - técnico de percusión - Bill Schneider y Timmy Chunks - técnicos de guitarra - Allen Sides - consultor de estudio - Tal Herzburg – operador G3 - Pat Magnarella - administración - Ted Jensen – masterización - Marina Chavez y Lance Bang – fotografía - Chris Bilheimer – fotografía adicional, dirección de arte |

## Posicionamiento en listas
| Lista (2000)                       | Mejor posición |
| ---------------------------------- | -------------- |
| Australia (ARIA)                   | 7              |
| Austria (Ö3 Austria)               | 14             |
| Canadá (Billboard Canadian Albums) | 2              |
| Países Bajos (Album Top 100)       | 84             |
| Francia (SNEP)                     | 58             |
| Alemania (Offizielle Top 100)      | 21             |
| Hungría (MAHASZ)                   | 23             |
| Irlanda (IRMA)                     | 13             |
| Italia (FIMI)                      | 8              |
| Nueva Zelanda (Recorded Music NZ)  | 20             |
| Escocia (Scottish Albums Chart)    | 4              |
| España (PROMUSICAE)                | 25             |
| Suecia (Sverigetopplistan)         | 20             |
| Suiza (Schweizer Hitparade)        | 11             |
| Reino Unido (UK Albums Chart)      | 4              |
| Estados Unidos (Billboard 200)     | 4              |

| Lista (2000)                        | Posición |
| ----------------------------------- | -------- |
| Australian Albums (ARIA)            | 80       |
| Canadian Albums (Nielsen SoundScan) | 78       |

| Lista (2001)     | Posición |
| ---------------- | -------- |
| US Billboard 200 | 197      |

### Sencillos
| 2000 | «Minority»          | 1  | 15 | 18 | 39 |
| 2000 | «Warning»           | 3  | 24 | 27 | 37 |
| 2001 | «Waiting»           | 26 | —  | 34 | —  |
| 2001 | «Macy's Day Parade» | —  | —  | —  | —  |

## Certificaciones
| País                  | Certificación | Ventas    |
| --------------------- | ------------- | --------- |
| Estados Unidos (RIAA) | Oro           | 1 200 000 |
| Reino Unido (BPI)     | Platino       | 300 000   |
| Japón (RIAJ)          | Platino       | 200 000   |
| Canadá (Music Canada) | Platino       | 100 000   |
| Italia (FIMI)         | Platino       | 100 000   |
| Australia (ARIA)      | Platino       | 70 000    |
| Suecia                | —             | 9 000     |

Nota: Las ventas totales del disco no necesariamente están reflejadas en las certificaciones. Las ventas certificadas solo representan un mínimo de las cifras requeridas por los organismos certificadores en la mayoría de los países.